# Красное-на-Волге
Кра́сное-на-Во́лге — посёлок городского типа (с 1957) в Костромской области России, административный центр Красносельского района. Образует городское поселение посёлок Красное-на-Волге.
Посёлок входил в Перечень исторических городов России 2002 года, но в новом Списке 2010 года отсутствует. Является столицей ювелирного производства России. В ноябре 2019 года включён в перечень исторических поселений регионального значения, утверждённый Костромской областной думой.

## География
Лежит на левом берегу реки Волги, в 35 километрах к юго-востоку от Костромы. Население — 8193 жителя (2021 год).

## История
Название посёлка (бывшего села) происходит от красивого (красного) места на берегу реки Волги, где в древности была пристань, здесь приставали волжские струги.
Первое упоминание относится к 1569 году, когда село Красное принадлежало Борису Годунову. Екатерина II в 1762 году на основании указа Сената передала село своей фрейлине:

… Бывшей при дворе нашем фрейлине Прасковье Бутаковой, которая ныне в замужестве лейбгвардии Конного полка за порутчиком бароном Сергеем Строгановым, да брату её родному того же полка отставному ротмистру Петру Бутакову жалуем мы в Костромском уезде село Красное с 325 душами.

В начале XIX века Красное с деревнями принадлежало князьям Вяземским, в том числе поэту Петру Андреевичу Вяземскому.
В 1929 году село получило статус районного центра, а в 1957 году было преобразовано в рабочий посёлок.

### Центр ювелирного промысла
Основную известность Красное получило как центр ювелирного промысла. К концу XIX века продукция Красносельских ювелирных мастеров встречалась на всех крупных ярмарках России. Основной ассортимент был ориентирован на представителей небогатых слоёв населения — недорогие медные и серебряные украшения, крестики и образа. Ювелирный промысел был развит и в близлежащих деревнях, причём каждая ориентировалась на определённый вид изделий.
В 1904 году была основана Художественно-ремесленная учебная мастерская золото-серебряного дела, положившая начало выработке техники «красносельской скани». Дальнейшее развитие промысел получил в промышленных масштабах с образованием Красносельского ювелирного завода.

## Население
| 1959  | 1970  | 1979  | 1989  | 2002  | 2008  | 2009  | 2010  | 2012  |
| ----- | ----- | ----- | ----- | ----- | ----- | ----- | ----- | ----- |
| 5732  | ↗6797 | ↗8143 | ↗8598 | ↘8162 | ↘7797 | →7797 | ↘7706 | ↗7749 |
| 2013  | 2014  | 2015  | 2016  | 2017  | 2018  | 2019  | 2020  | 2021  |
| ↗7854 | ↘7827 | ↗7864 | ↘7802 | ↗7956 | ↗7982 | ↗8101 | ↗8184 | ↘6950 |

Национальный состав
По итогам переписи населения 2020 года проживали следующие национальности (национальности менее 0,1 % и другое, см. в сноске к строке «Другие»):
| Национальность | Численность, чел. | Доля     |
| -------------- | ----------------- | -------- |
| Русские        | 5942              | 85,50 %  |
| Цыгане         | 57                | 0,82 %   |
| Армяне         | 31                | 0,45 %   |
| Украинцы       | 17                | 0,24 %   |
| Азербайджанцы  | 11                | 0,16 %   |
| Даргинцы       | 11                | 0,16 %   |
| Узбеки         | 10                | 0,14 %   |
| Грузины        | 9                 | 0,13 %   |
| Чуваши         | 8                 | 0,12 %   |
| Татары         | 8                 | 0,12 %   |
| Белорусы       | 7                 | 0,10 %   |
| Другие         | 839               | 12,06 %  |
| Итого          | 6950              | 100,00 % |

## Экономика
В посёлке расположен маслосыродельный завод, а также многочисленные ювелирные предприятия, в том числе второй в России (по итогам 2010 года) ювелирный завод «Диамант».

## Образование
В Красном-на-Волге действует Красносельское училище художественной обработки металлов.

## СМИ

### Телевидение
Телеканал «KnV» вещает в аналоговом эфире (50 ТВК) и кабельных сетях.

### Радио[31]
| Частота | Название радиостанции                |
| ------- | ------------------------------------ |
| 87,80   | Радио 87.8                           |
| 88,80   | Radio Premium / РЭД Красное-на-Волге |
| 89,30   | Радио России / ГТРК Кострома         |

### Пресса[33]
- Общественно-политическая газета «Красное Приволжье»
- Рекламная газета «Красносельская Красная площадь»

## Достопримечательности
- Храм в честь апостолов Петра и Павла. Каменный Петропавловский храм был построен в шестидесятых годах XIX усердием прихожан Богоявленской церкви села Красного, его освящение состоялось в 1864 году. Два храма — древний Богоявленский, ведущий свою историю с 1592 года, и новый Петропавловский — составили прекрасный архитектурный ансамбль в центре села. Но события переломной эпохи российской истории прервали мирную жизнь прихода: летом 1919 года карательный отряд, присланный в Красное для подавления восстания, предал казни несколько сотен местных жителей. Жертвами стали служащие красносельского прихода — священник и дьякон, расстрелянные в ночь с 14 на 15 июля 1919 года. Впоследствии Богоявленский храм был закрыт, а Петропавловская церковь уничтожена. На протяжении многих десятилетий единственным местом молитвы для жителей посёлка оставался Всехсвятский кладбищенский храм.
- Храм Богоявления Господня — шатровая церковь на месте Петропавловского храма, построенная во времена Бориса Годунова. В 1962 году была произведена реконструкция храма, и он был восстановлен до состояния, в котором он находился к концу XVII века. В 1990 году он был возвращён православной церкви.

- Музей ювелирного и народно-прикладного искусства, содержащий более трёх тысяч экспонатов, к числу которых относится коллекция «красносельской скани», коллекция старообрядческого медного литья, живопись и графика красносельских и костромских художников.
- Объект археологического наследия «Культурный слой п. Красное-на-Волге», XVI—XIX вв. — впервые археологические предметы и культурный слой на территории п. Красное-на Волге зафиксированы в 2005 г. в ходе изысканий О. В. Новиковой. В 2017 г. Костромской археологической экспедицией в результате обследования выявлен и подготовлен к постановке на учёт новый объект археологического наследия «Культурный слой п. Красное-на-Волге», XVI—XIX вв., который располагается на территории современного городского поселения. В процессе археологических изысканий была получена представительная коллекция вещевого материала, включающая фрагменты керамической гончарной поливной и неполивной посуды. Предметы могут быть датированы в пределах XVI—XIX вв. Зафиксирован культурный слой, толщина которого составляет от 30 до 180 см на разных участках.[34]